# Pandokos (Trojaner)
Pandokos (altgriechisch Πάνδοκος Pándokos, deutsch ‚der alle Aufnehmende‘) ist eine Person der griechischen Mythologie.
Er ist ein trojanischer Kämpfer der während des dritten Kampftags des Trojanischen Kriegs von Aias dem Telamonier vor den Toren Trojas verwundet wird.